# Nakhla
Nakhla là một đô thị thuộc tỉnh El Oued, Algérie. Dân số thời điểm năm 2002 là 9.491 người.